# Chorwacja na Mistrzostwach Świata w Lekkoatletyce 2022
Chorwacja na Mistrzostwach Świata w Lekkoatletyce 2022 – reprezentacja Chorwacji podczas mistrzostw świata w Eugene liczyła 5 zawodników, występujących w 4 konkurencjach.

## Medaliści
| Medal  | Zawodnik        | Konkurencja  | Rezultat | Data     |
| ------ | --------------- | ------------ | -------- | -------- |
| srebro | Sandra Perković | rzut dyskiem | 68,45    | 20 lipca |

## Skład reprezentacji

### Mężczyźni
| Zawodnik         | Konkurencja    | Kwalifikacje | Kwalifikacje | Finał | Finał   | Źródło      |
| Zawodnik         | Konkurencja    | Wynik        | Pozycja      | Wynik | Pozycja | Źródło      |
| ---------------- | -------------- | ------------ | ------------ | ----- | ------- | ----------- |
| Filip Mihaljević | pchnięcie kulą | 21,17        | 7. q         | 21,82 | 6.      | [ 1 ] [ 2 ] |
| Martin Marković  | rzut dyskiem   | 60,59        | 23.          | NQ    | NQ      | [ 3 ] [ 4 ] |

### Kobiety
| Zawodniczka     | Konkurencja    | Kwalifikacje | Kwalifikacje | Finał | Finał   | Źródło      |
| Zawodniczka     | Konkurencja    | Wynik        | Pozycja      | Wynik | Pozycja | Źródło      |
| --------------- | -------------- | ------------ | ------------ | ----- | ------- | ----------- |
| Sandra Perković | rzut dyskiem   | 64,23        | 7. Q         | 68,45 | 2.      | [ 5 ] [ 6 ] |
| Marija Tolj     | rzut dyskiem   | 61,46        | 10. q        | 63,07 | 8.      | [ 5 ] [ 6 ] |
| Sara Kolak      | rzut oszczepem | NM           | NM           | NQ    | NQ      | [ 7 ]       |